# Triángulo circular

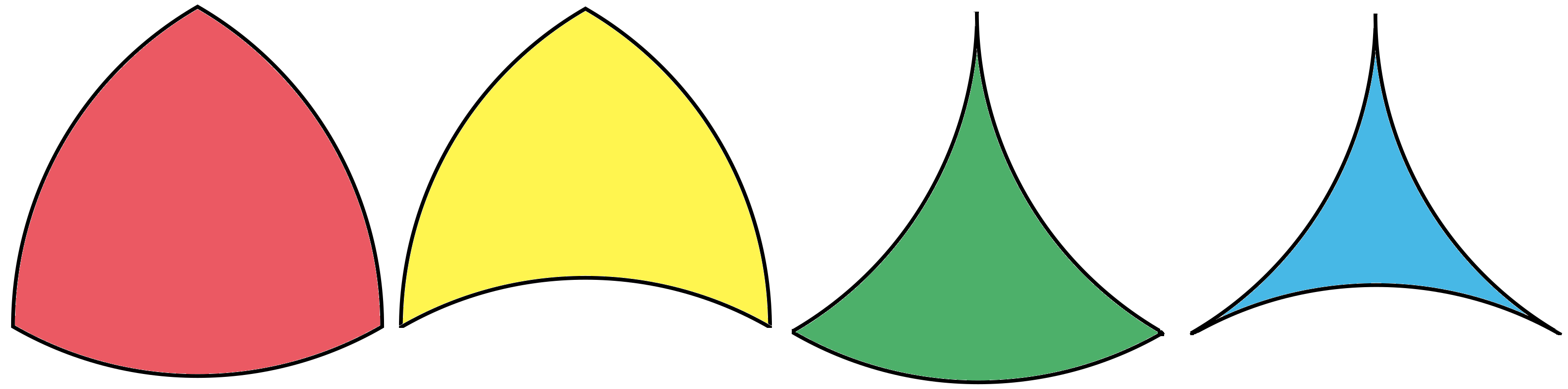
Triángulos circulares con una mezcla de bordes cóncavos y convexos

El triángulo circular, en geometría, es aquel que tiene aristas de arco circular.

## Ejemplos
La intersección de tres discos circulares forma un triángulo circular convexo. Por ejemplo, un triángulo de Reuleaux es un caso especial de esta construcción donde los tres discos están centrados en los vértices de un triángulo equilátero, con un radio igual a la longitud del lado del triángulo. Sin embargo, no todos los triángulos circulares convexos se forman como una intersección de discos de esta manera.
Un triángulo de eje circular tiene todos los ángulos internos iguales a cero. Una forma de formar algunos de estos triángulos es colocar tres círculos, tangentes externamente entre sí en pares; entonces la región triangular central rodeada por estos círculos es un triángulo córneo. Sin embargo, otros triángulos de cuerno, como el arbelos (con tres vértices colineales y tres semicírculos como lados) son interiores a uno de los tres círculos tangentes que lo forman, en lugar de exteriores a los tres.

Cardioide de Boscovich y una de sus líneas de bisección del perímetro

Un triángulo circular similar a un cardioide encontrado por Roger Joseph Boscovich tiene tres vértices igualmente espaciados en una línea, dos semicírculos iguales en un lado de la línea y un tercer semicírculo del doble del radio en el otro lado de la línea. Los dos vértices exteriores tienen el ángulo interior {\displaystyle \pi } y el vértice medio tiene el ángulo interior {\displaystyle 2\pi }. Tiene la curiosa propiedad de que todas las rectas que pasan por el vértice medio bisecan su perímetro.
Otros triángulos circulares pueden tener una mezcla de bordes de arco circular cóncavos y convexos.

## Caracterización de ángulos
Tres ángulos dados {\displaystyle \theta _{1}}, {\displaystyle \theta _{2}}, y {\displaystyle \theta _{3}} en el intervalo {\displaystyle [0,2\pi ]} forman los ángulos interiores de un triángulo circular (sin autointersecciones) si y solo si obedecen al sistema de desigualdades
{\displaystyle {\begin{aligned}-2\pi &<\theta _{1}+\theta _{2}-\theta _{3}<2\pi \\-2\pi &<\theta _{1}+\theta _{3}-\theta _{2}<2\pi \\-2\pi &<\theta _{2}+\theta _{3}-\theta _{1}<2\pi .\end{aligned}}}
Todos los triángulos circulares con los mismos ángulos interiores entre sí son equivalentes entre sí bajo las transformaciones de Möbius.

## Isoperimetría
Los triángulos circulares dan la solución a un problema isoperimétrico en el que se busca una curva de longitud mínima que encierre tres puntos dados y tenga un área prescrita. Cuando el área es al menos tan grande como la circunferencia de los puntos, la solución es cualquier circunferencia de esa área que rodee los puntos. Para áreas menores, la curva óptima será un triángulo circular con los tres puntos como vértices, y con arcos circulares de radios iguales como lados, hasta el área en la que uno de los tres ángulos interiores de dicho triángulo llega a cero. Por debajo de esa área, la curva degenera en un triángulo circular con "antenas", segmentos rectos que van desde sus vértices hasta uno o varios de los puntos especificados. En el límite a medida que el área llega a cero, el triángulo circular se encoge hacia el punto de Fermat de los tres puntos dados.